# 山芥属
山芥属（学名：Barbarea）是十字花科下的一个属，为二年生或多年生草本植物。该属共有15种，主要产自欧洲及亚洲。